# 1. Kerékpár Múzeum
A balassagyarmati 1. Kerékpár Múzeum 2020 nyarán nyílt meg civil kezdeményezés alapján, egyéni kerékpárgyűjtők kollekcióinak egyesítésével, bemutatásával.
A kiállítás áttekintést ad a kerékpárok fejlődésének történetéről az 1850-es évektől kezdődően napjainkig.
A gyűjtemény alapját Sajgó Csaba ős-bicikli, velocipéd és futóbicikli gyűjteményének darabjai, illetőleg Siklósi János, Márton Bálint, Kádár János gyűjtők muzeális kerékpárjai adják. Láthatók itt régi gyerekbiciklik, versenykerékpárok és kerékpár-csengők gyűjteményei is. Az ugyancsak helyi Pannónia Motorkerékpár Múzeummal együttműködve bemutatótermet alakítottak ki a hazai gyártású legendás motorkerékpároknak az 1950-75 közötti időszakból. A gyűjteményt mérethű repülőgép-modellek, régi sílécek, korcsolyák és görkorcsolyák színesítik.

## Története
A múzeum 2023 áprilisában új helyre, a belvárosi vármegyeházára költözik. Az új helyszínen 2023. április 15-én fog majd megnyílni.

## Galéria

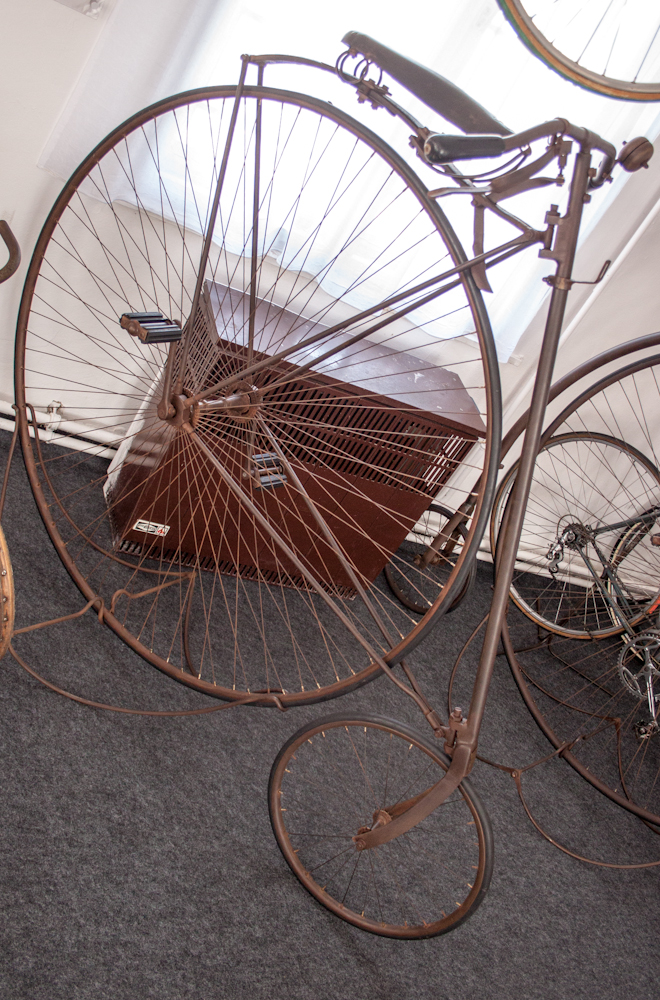
Ritka formájú velocipéd, 1880-as évek
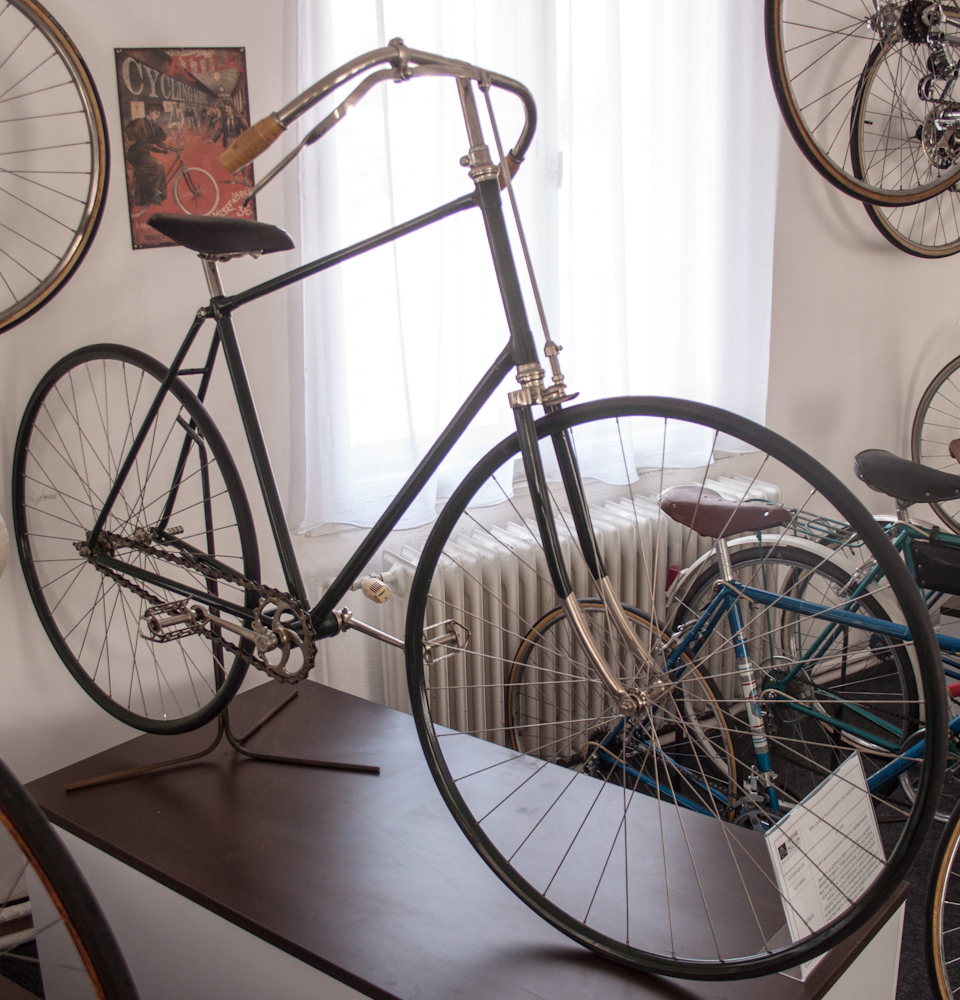
Angol kerékpár az 1890-es évekből
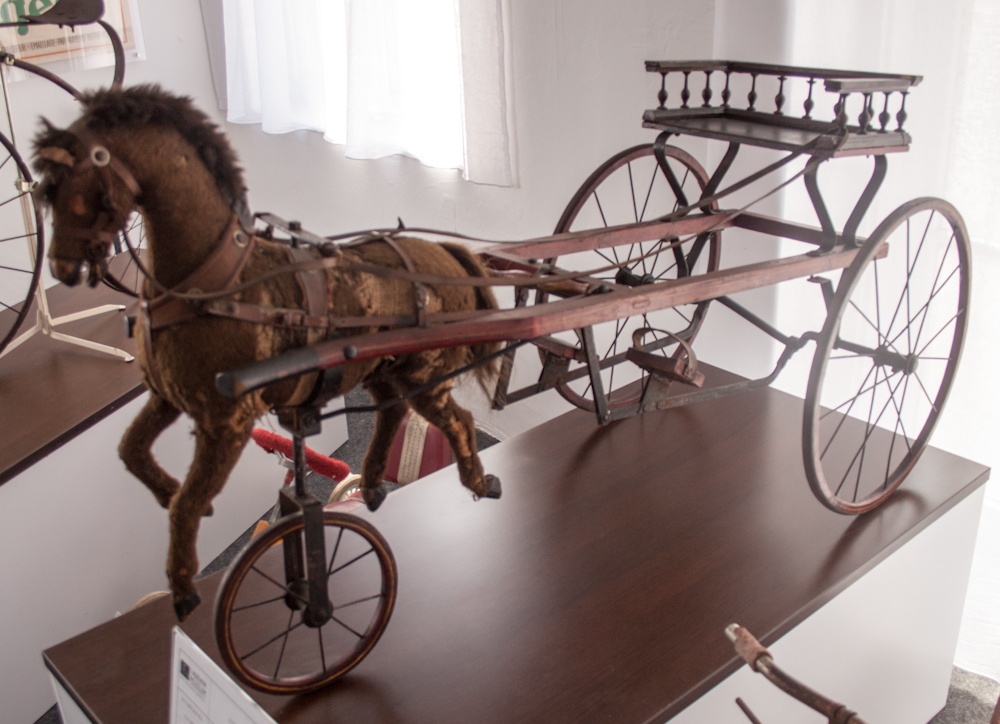
Francia gyermektricikli, 1900 körül